# 前田美順
前田 美順（まえだ みゆき、1985年10月14日 - ）は、日本の女子バドミントン選手。再春館製薬所所属。鹿児島県出身。身長169cm、体重62kg。血液型B型。右利き。国分市立(現・霧島市立)国分中学校、熊本中央高等学校卒業。バドミントン日本代表ナショナルチームに選出されている。
チームメイトの末綱聡子とともに北京オリンピックの日本代表に選ばれ、アテネオリンピックで金メダルだった楊維・張潔雯ペアを破り、日本バドミントン界史上初のベスト4進出を達成した。このコンビはメディアから「スエマエ」と称されるようになった。

## 人物
鹿屋市「寿北スポーツ少年団」でバドミントンを始め、中学、高校と徐々に実力を伸ばし国内外で活躍。2004年九州日本電気（後のルネサスSKY）に入社し、現パートナーの末綱とペアを組んで更に大活躍。混合ダブルスでも2005年から舛田圭太とペアを組んで全日本総合選手権大会4連覇、2009年からは舛田が引退したため、平田典靖とペアを組んで2連覇するが、2011年は準々決勝で日本ユニシスの垰畑・浅原ペアに敗れてしまい、連覇記録は6連覇で途切れた。

## 主な戦歴

### 国内大会での戦歴
- 2003年
  - 高校選抜大会 ダブルス 優勝
  - 高校総体 ダブルス ベスト8
- 2004年
  - ランキングサーキット ダブルス 優勝
  - 全日本社会人大会 ダブルス ベスト8
- 2005年
  - ランキングサーキット ダブルス 優勝
  - 全日本社会人大会 ダブルス 3位、混合ダブルス 優勝
  - 全日本総合選手権大会 ダブルス ベスト8、混合ダブルス 優勝
- 2006年
  - ランキングサーキット ダブルス 準優勝
  - 全日本総合選手権大会 ダブルス 準優勝、混合ダブルス 優勝
- 2007年
  - 全日本総合選手権大会 ダブルス 準優勝、混合ダブルス 優勝
- 2008年
  - ランキングサーキット ダブルス 3位
  - 全日本総合選手権大会 ダブルス 準優勝、混合ダブルス 優勝
- 2009年
  - 全日本社会人選手権大会 ダブルス 優勝、混合ダブルス 準優勝
  - 全日本総合選手権大会 ダブルス 準優勝、混合ダブルス 優勝
- 2010年
  - ランキングサーキット ダブルス 優勝
  - 全日本総合選手権大会 ダブルス 優勝、混合ダブルス 優勝

### 国際大会での戦歴
- 2003年
  - ドイツジュニア ダブルス 優勝
  - オランダジュニア ダブルス 優勝
- 2004年
  - ドイツ・オープン ダブルス ベスト8
- 2005年
  - 世界選手権 ダブルス ベスト32
  - インドネシア・オープン ダブルス ベスト8
- 2006年
  - インドネシア・オープン ダブルス ベスト8
  - マカオ・オープン ダブルス ベスト8
  - タイ・オープン ダブルス ベスト8
  - 世界選手権 ダブルス ベスト32
  - アジア選手権大会 ダブルス ベスト8
- 2007年
  - 大阪インターナショナルチャレンジ ダブルス 3位、混合ダブルス 優勝
  - アジア選手権大会 ダブルス ベスト8
  - シンガポール・オープン ダブルス 3位
  - 世界選手権 ダブルス ベスト16
  - USオープン ダブルス 優勝、混合ダブルス 優勝
  - チャイニーズタイペイオープン ダブルス ベスト8
  - マカオ・オープン ダブルス ベスト8
  - 香港オープン ダブルス ベスト8
  - マレーシア・オープン ダブルス ベスト8
- 2008年
  - ドイツ・オープン ダブルス 準優勝
  - インド・オープン ダブルス 準優勝
  - アジア選手権大会 ダブルス ベスト8
  - シンガポール・オープン ダブルス ベスト8
  - インドネシア・オープン ダブルス 準優勝
  - 北京オリンピック ダブルス 4位
  - ヨネックスオープンジャパン ダブルス 3位、混合ダブルス ベスト8
- 2009年
  - アジア選手権大会 混合ダブルス 3位
  - 世界選手権 ダブルス ベスト8
  - ヨネックスオープンジャパン ダブルス 準優勝
  - デンマーク・オープン ダブルス ベスト8
- 2010年
  - 韓国オープン 混合ダブルス 3位
  - 全英オープン ダブルス ベスト8
  - スイス・オープン ダブルス 準優勝
  - アジア選手権大会 ダブルス ベスト8
  - インドネシア・オープン ダブルス 3位
  - 世界選手権 ダブルス ベスト8
  - ヨネックスオープンジャパン ダブルス 3位
  - デンマーク・オープン ダブルス 優勝
  - アジア競技大会 ダブルス ベスト8
- 2011年
  - BWFスーパーシリーズファイナルズ ダブルス 3位
  - 韓国オープン ダブルス ベスト8
  - ドイツ・オープン ダブルス ベスト8
  - アジア選手権大会 ダブルス ベスト8
  - インド・オープン ダブルス 優勝
  - マレーシア・オープングランプリゴールド ダブルス 優勝
  - シンガポール・オープン ダブルス ベスト8
  - USオープン ダブルス 3位
  - 世界選手権 ダブルス 3位
- 2014年
  - 世界選手権 ダブルス 3位